# Heradsbygd
Heradsbygd ist eine Ortschaft in der norwegischen Kommune Elverum in der Provinz (Fylke) Innlandet. Der Ort hat 489 Einwohner (Stand: 1. Januar 2024).

## Geografie und Verkehr
Heradsbygd ist ein sogenannter Tettsted, also eine Ansiedlung, die für statistische Zwecke als eine städtische Siedlung gewertet wird. Die Ortschaft liegt etwas östlich des längsten Flusses Norwegens, der Glomma. Die Stadt Elverum befindet sich rund acht Kilometer weiter nordwestlich.
Durch die Ortschaft führt der Riksvei 2. Die Straße führt in Richtung Nordwesten unter anderem in die Stadt Elverum. Des Weiteren verläuft die Bahnstrecke Elverum–Kongsvinger (Solørbanen) durch Heradsbygd. Der Ort hatte ab 1910 einen eigenen Bahnhof, der im Jahr 1965 zum Haltepunkt heruntergestuft wurde. Als im Jahr 1994 der Personenverkehr auf der Bahnstrecke endgültig eingestellt wurde, wurde der frühere Bahnhof schließlich geschlossen.

## Kirche
In Heradsbygd befindet sich die Heradsbygd kirke. Die Holzkirche im Drachenstil wurde im Jahr 1895 als Gemeindehaus errichtet und im Jahr 1911 zur Kirche ausgebaut. Als Architekt war Henrik Bull tätig. Das Kirchgebäude hat rund 180 Sitzplätze.

## Name
Der Ortsname setzt sich aus dem altnordischen Wort herað (deutsch Dorf oder Weiler) und -bygd (deutsch Dorf) zusammen. Im Jahr 1527 taucht der Ortsname in der Schreibweise Herradet auf.